# Vetrești-Herăstrău, Vrancea
Vetrești-Herăstrău este un sat în comuna Nistorești din județul Vrancea, Moldova, România.
Satul Vetresti-Herastrau sau simplu, Herăstrău, se află în partea nordică a județului Vrancea. Are o populatie de peste 372 de persoane (la recensământul din 2002) și conține câteva cătune,cum ar fi: Ungureni, Podul Țârdii (sătuc aflat peste râul Năruja traversarea se face peste un pod din lemn), Podul Șchiopului, Satul Nou sau Schit, Brădet sau Văcărie, Valea Neagră (cu aproximativ 6 familii). Cei care au pus aici bazele localitatii sunt apartinatori ai familiiilor Vatra, veniti se pare din zona Spinesti. Pe raza satului Vetresti-Herastrau se afla una din cele mai frumoase manastiri Valea Neagra,ctitorita pe la anul 1755. Biserica din lemn,detine o icoana facatoare de minuni a Maicii Domnului. Satul Herăstrău apartine de comuna Nistorești, deși candva, a fost reședința unei comune de sine stătătoare. 
Aici se întâlnește la tot pasul acel mecanism de taiere a lemnului numit gater sau herăstrău, de la care provine și numele localității.
În vechea vatră a satului Herăstrău se află biserica veche din lemn, construită prin contributia materiala a 8 familii ortodoxe, la care s-au utilizat numai cuie din lemn, bârnele fiind îmbinate natural (fiind crestate cu barda), iar temelia fiind făcută din piatra cioplită de râu.
În vatra satului Herăstrău se afla biserica veche din lemn, construita pe la anul 1880 și la care s-au utilizat numai cuie din lemn, bârnele fiind îmbinate natural, iar temelia fiind făcută din piatră cioplită de râu.
În centrul satului Herăstrău se află biserica nouă cu hramul „Sfânta Treime”, construită în anii 1998-2003. Printre credincioșii care au contribuit la construcția bisericii din zid se numără cei care au constituit Consiliul parohial al bisericii din localitate, Consiliul de conducere al Obștii Herăstrău (donatorul clopotului bisericii noi de peste 450 kg), dar și familii de rând cum ar fi: Maftei Vatră, Simion Vatră, Ion Fega, Ștefan Găină, Ștefan și Ion Sofronie, din Ungureni, precum și alți creștini din localitate.